# Populärkultur inom sista dagars heliga-rörelsen
Populärkultur relaterad till Sista dagars heliga-rörelsen (inom vilken Jesu Kristi Kyrka av Sista Dagars Heliga är den överlägset största organisationen) förekommer i bland annat konst, underhållning, musik och film.

## Litteratur

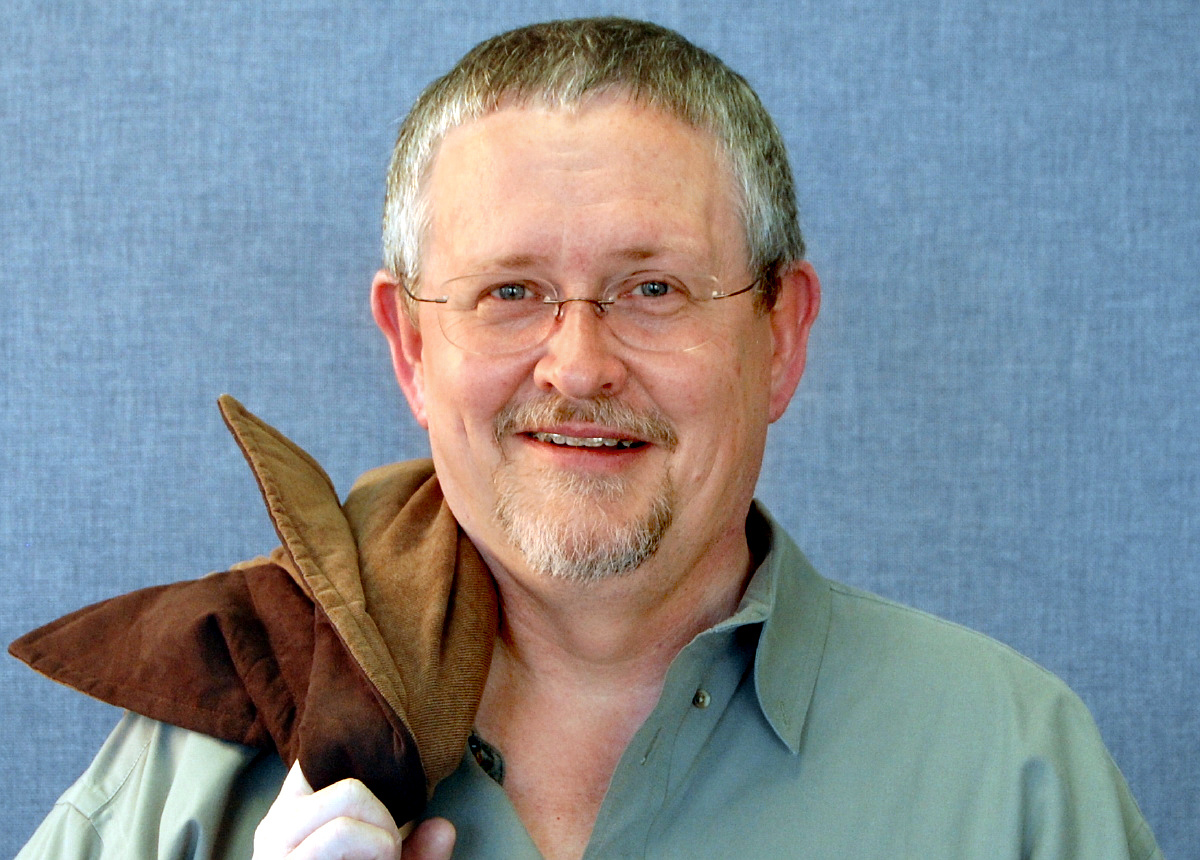
Orson Scott Card har låtit sig inspireras av Mormons bok och kyrkans historia i sitt författarskap.

## Film
Vid Världsutställningen i New York 1964 hade kyrkan en egen paviljong där de visade en 13 minuter lång film, Man's Search for Happiness. Kyrkan har sedan dess producerat en rad egna filmer, under tillsyn av första presidentskapet, såsom How Rare a Possession: The Book of Mormon (1987), Legacy (1990), The Mountain of the Lord (1993) och The Testaments of One Fold and One Shepherd (2000).  Till 200-årsminnet av Joseph Smiths födelse producerade kyrkan Joseph Smith: The Prophet of the Restoration (2005) för att visas i Joseph Smith Memorial Building i Salt Lake City. Kyrkan har även producerat två kortfilmer i vilken Mormon Tabernacle Choir medverkar: Mr Krueger's Christmas (1980 med James Stewart) och Nora's Christmas Gift (1989). Därutöver har de också producerat ett stort antal kortfilmer som skildrar kyrkans grundande och historia och dess läror, avsedda bland annat att användas vid skriftstudier eller inför mission. Kyrkan har ofta samarbetat med sitt universitet, Brigham Young University, vad gäller filmproduktion. 
Det produceras även en del film av troende, dels historiska dramer om kyrkans historia, som The Work and the Glory (filmatisering av romaner av Gerald N. Lund), Joseph Smith: Plates of Gold (2011) och läror, The Book of Mormon Movie, Volume 1: The Journey (2003), men även andra genrer, såsom samtida draman, som God's Army (2000) samt komedier, som The Singles Ward (2002) och The R.M. (2003), samt fantasyäventyrsfilmen Passage to Zarahemla (2007). Andra filmer som innehåller sista dagars helig-kultur är  Saints and Soldiers (krigsfilm från andra världskriget om en grupp amerikanska soldater som tillfångatas i Tyskland), och Napoleon Dynamite, (en antihjältekomedi). 
Sista dagars heliga-rörelsen har även skildrats av andra än troende. Under stumfilmstiden framställdes mormoner som manipulativa polygamister i filmer som den danska Mormonens offer (1910) och den brittiska Trapped by the Mormons (1922). En ambitiös skildring av kyrkans historia gjordes av 20th Century Fox med Mormonernas kamp (1940). Filmbolaget och kyrkan samarbetade med filmen och kyrkans president Heber J. Grant som sedan uttalade sig gillande om filmen. Mindre smickrande skildring av mormonerna under Brigham Youngs ledarskap återfinns i filmen September Dawn (2007).

## Musik

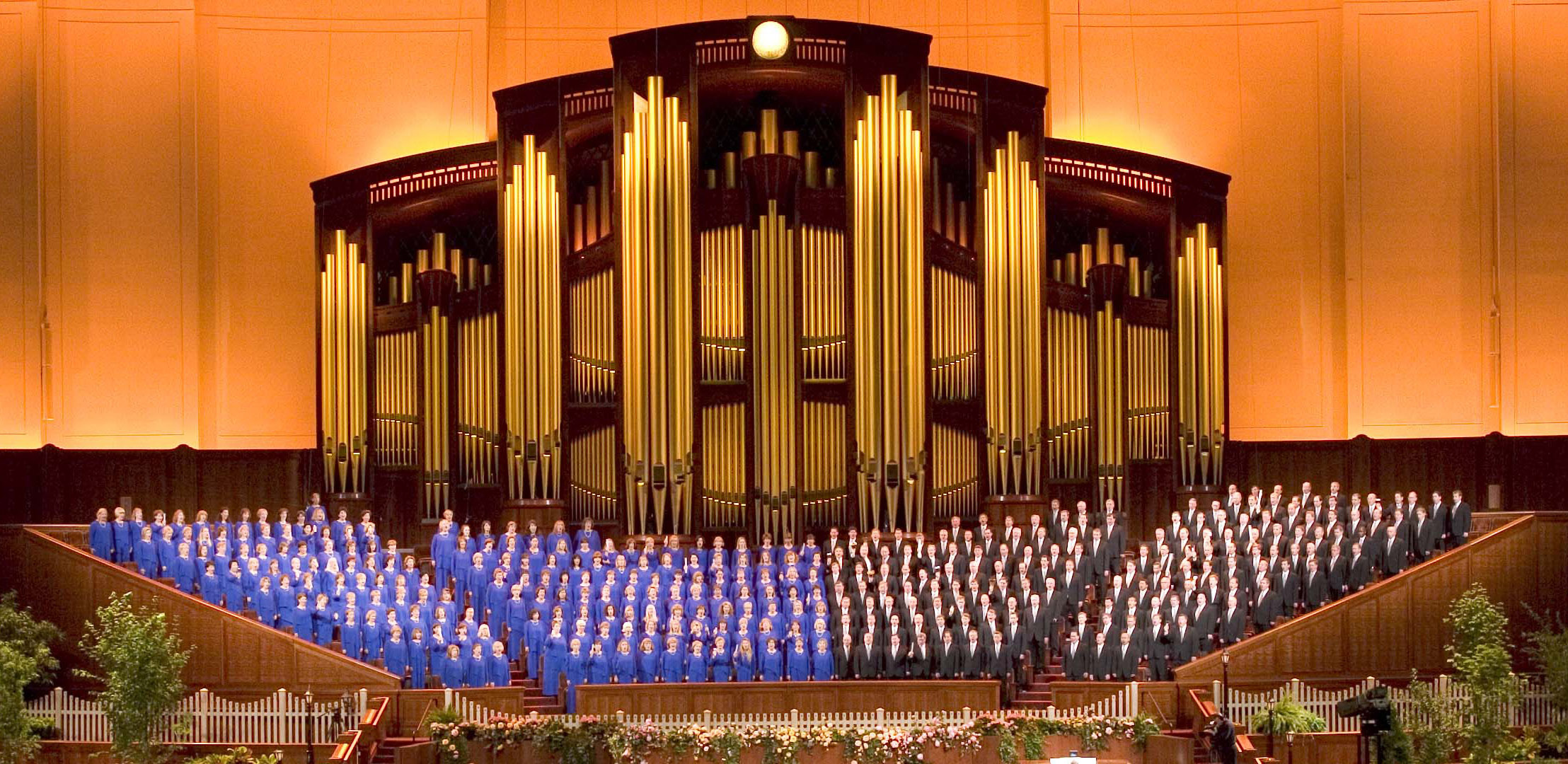
Mormon Tabernacle Choir

Mormon Tabernacle Choir är en kör som är knuten till Jesu Kristi Kyrka av Sista Dagars Heliga. De har sedan 1929 medverkat i radioprogrammet Music and the Spoken Word. För sina patriotiska och religiösa sånger har de belönats med olika priser, bland annat Grammy Award. Varje jul gör kören en julföreställning i Salt Lake Citys konferenscenter tillsammans med gästartister och skådespelare. Sedan 2000 har bland andra Angela Lansbury, Walter Cronkite, Claire Bloom, Sissel Kyrkjebø, Natalie Cole, David Archuleta, Michael York och Jane Seymour uppträtt med kören.